# Solenopsis helena
Solenopsis helena är en myrart som beskrevs av Carlo Emery 1895. Solenopsis helena ingår i släktet eldmyror, och familjen myror.

## Underarter
Arten delas in i följande underarter:
- S. h. helena
- S. h. hermione
- S. h. ultrix